# Struthiosaurus
Struthiosaurus là một chi khủng long, được Bunzel mô tả khoa học năm 1870.